# Andrea Di Stefano
Andrea Di Stefano (Roma, 15 de desembre de 1972) és un actor, guionista i director de cinema i de televisió italià.

## Biografia
Nascut a Roma, es va traslladar –després de graduar-se de secundària i passar dos anys a la Universitat de Roma– a Nova York, on va estudiar actuació a l'Actors Studio; encara als Estats Units d'Amèrica va debutar al teatre i al cinema en pel·lícules independents com Smiles, dirigida per Andrew Hunt, i The Pagan Book of Arthur Rimbaud, dirigida per Jay Anania. El primer paper important és el de protagonista a la pel·lícula El príncep de Homburg (1997), dirigit per Marco Bellocchio i que es va projectar al 50è Festival Internacional de Cinema de Canes.
Va participar com a actor a pel·lícules com Il fantasma dell'Opera (1998), de Dario Argento i rodada a Budapest; Almost Blue, d'Alex Infascelli, i Before Night Falls, de Julian Schnabel, ambdues del 2000; Angela (2002), de Roberta Torre, Il vestito da sposa (2003), de Fiorella Infascelli; Cuore sacro, de Ferzan Özpetek, i l'opera prima d'Alessandro Tofanelli, Contronatura, ambdues del 2005; Ne te retourne pas (2009) di Marina de Van.
El 1999 va debutar a la televisió com a protagonista a la minisèrie de dues parts Ama il tuo nemico, de Damiano Damiani, en la qual va interpretar el paper de Fabrizio Canepa, també interpretat a la segona sèrie emesa el 2001. També va protagonitzar a la televisió, en el paper d'Umberto Boccioni, al telefilm I colori della gioventù (2006), de Gianluigi Calderone, i a la sèrie de televisió Medicina generale (2007), dirigida per Renato De Maria, on interpreta el paper de Giacomo Pogliani, a qui també interpreta a la segona temporada de la sèrie emesa el 2009, però que primer es va traslladar de Rai 1 a Rai 3 i després es va cancel·lar. El 2014 va debutar com a director amb Escobar: Paradise Lost, protagonitzada per Benicio del Toro.  El 2023 va dirigir el thriller Última nit a Milà, que es va projectar al 73è Festival Internacional de Cinema de Berlín a la Berlinale Special el 24 de febrer de 2023.

## Filmografia

### Actor

#### Cinema
- The Pagan Book of Arthur Rimbaud, dirigit per  Jay Anania (1995)
- El príncep de Homburg, dirigit per Marco Bellocchio (1997)
- Il fantasma dell'Opera, dirigit per Dario Argento (1998)
- The Citizen, dirigit per Jay Anania (1999)
- Vendetta, dirigit per Nicholas Meyer (1999)
- Almost Blue, dirigit per Alex Infascelli (2000)
- Before Night Falls, dirigit per Julian Schnabel (2000)
- Hotel, dirigit per Mike Figgis (2001)
- Angela, dirigit per Roberta Torre (2002)
- Il vestito da sposa, dirigit per Fiorella Infascelli (2003)
- The Ingrate, dirigit per Kristoff Przykucki (2004)
- A luci spente, dirigit per Maurizio Ponzi (2004)
- Cuore sacro, dirigit per Ferzan Özpetek (2005)
- Contronatura, dirigit per Alessandro Tofanelli (2005)
- Guilty Hearts, dirigit per George Augusto i Savina Dellicour (2005)
- Videoblog, dirigit per Alessandro Giordani (2007)
- Ne te retourne pas, dirigit per Marina de Van (2009)
- Nine, dirigit per Rob Marshall (2009)
- Menja, resa, estima (Eat Pray Love), dirigit per Ryan Murphy (2010)
- La vida d'en Pi, dirigit per Ang Lee (2012)
- Amor a la siciliana, dirigit per Pif (2016)

#### Televisió
- Vendetta, dirigit per Nicholas Meyer - Film TV (1999)
- Ama il tuo nemico, dirigit per Damiano Damiani - Miniserie TV - Rai 2 (1999)
- Ama il tuo nemico 2, dirigit per Damiano Damiani - Minisèrie TV - Rai 2 (2001)
- I colori della gioventù, dirigit per Gianluigi Calderone - telefilm - Rai 1 (2006)
- Medicina generale, dirigit per Renato De Maria - Serie TV - Rai 1 (2007-2008)
- Medicina generale 2, dirigit per Francesco Miccichè i Luca Ribuoli - Serie TV - Rai 1/Rai 3 (2009-2010)
- Odio il Natale, dirigit per Davide Mardegan i Clemente De Muro - serie Netflix (2022)

### Director
- Escobar: Paradise Lost (2014)
- The informer  (2019)[5]
- Última nit a Milà (2023)
- Il Maestro (2025)

### Guionista
- Escobar: Paradise Lost (Escobar: Paradise Lost), dirigit per Andrea Di Stefano (2014)
- The informer (The Informer), dirigit per Andrea Di Stefano (2019)
- Bang Bang Baby, dirigit per Michele Alhaique, Giuseppe Bonito, Margherita Ferri (2022)
- Última nit a Milà, dirigit per Andrea Di Stefano (2023)